# Mémorial John Paul Jones
Pour les articles homonymes, voir Jones et John Paul Jones.
Le Mémorial John Paul Jones est un monument situé à West Potomac Park à Washington commémorant le premier héros de guerre navale, père de la United States Navy, le seul officier de la marine à recevoir une médaille d'or du Congrès au cours de la guerre d'Indépendance américaine, et dont la célèbre citation « Je n'ai pas encore commencé la bataille ! » a été prononcée au cours de la bataille de Flamborough Head,.

## Histoire
Inauguré le 17 avril 1912, le Mémorial John Paul Jones a été le premier monument élevé à Potomac Park. Le mémorial est situé près du National Mall à l'extrémité de 17th Street Southwest près de Independence Avenue sur la rive nord du Tidal Basin,. Une plaque commémorative à proximité contient une esquisse biographique de John Paul Jones, et décrit l'histoire du monument et de ses caractéristiques.
Le mémorial se compose d'une statue de bronze de 10 pieds (3 m) qui a été sculptée par Charles Henry Niehaus et d'un pylône de marbre de 15 pieds (4,6 m). Sur le revers du monument se trouve un bas-relief figurant Jones élevant le drapeau des États-Unis sur son navire, le Bonhomme Richard. On retient cet événement comme la première fois où le drapeau des États-Unis a été transporté sur un navire de guerre américain.
La statue fait partie du Registre national des lieux historiques dans un groupe de la statuaire de la révolution américaine à Washington.